# Buddy Johnson
Woodrow Wilson „Buddy“ Johnson (* 10. Januar 1915 in Darlington, South Carolina; † 9. Februar 1977 in New York City) war ein US-amerikanischer Jazz- und Rhythm-and-Blues-Pianist und Bandleader. Er ist nicht zu verwechseln mit dem Jazz-Saxophonist und Klarinettist sowie Arrangeur Albert J. „Budd“ Johnson. 

## Leben und Wirken
Buddy Johnson besuchte 1937 Paris als Pianist der Cotton Club Revue-Tramp-Band, gründete 1939 ein eigenes Ensemble, mit dem er in Nachtclubs auftrat und schon im selben Jahr eine Reihe von Titeln wie „When You’re Out with Me“ und „Stop Pretending (So Hip You See)“ für Decca einspielte, mit Courtney Williams (Posaune), Don Stovall (Altsaxophon) und Sonny Fredericks (Tenorsaxophon) als Solisten. 1941 kamen Musiker Shad Collins, Scoville Brown, Leonard Ware und Kenny Clarke hinzu; 1944 erweiterte er die Band zu einem 14-köpfigen Orchester, das hauptsächlich im Savoy Ballroom in Harlem  spielte und Tourneen in die Südstaaten der USA unternahm. 
Zu den bekanntesten Einspielungen seines Orchesters, dessen ständige Sängerin seine Schwester Ella Johnson war,  gehören die Titel „Please Mr. Johnson“ (1940), „One of them Good Ones“ (1944), „When My Man Comes Come“ (1944, sein erster Hit in den R&B-Charts), „Li’ Dog“ (1947) und „Shufflin’ and Rollin’“ (1952); ein weiterer Bandvokalist war Joe Medlin. Im Jahr 1960 wirkte er an Clark Terrys Album Colour Changes auf dem Candid-Label mit. Letzte Aufnahmen des Buddy Johnson And His Orchestra entstanden im Februar 1961 für Mercury Records („(Ha Ha Baby) The Last Laugh’s on You“/„Good Time Man“).
Carlo Bohländer bezeichnet Johnson mit seinem Schlagzeuger Cliff James als einen Pionier des Rhythm and Blues, in dessen Stil er ab 1939 spielte. Buddy Johnson ist nicht zu verwechseln mit dem gleichnamigen Posaunisten der Excelsior Brass Band (ca. 1870–1927) und dem Tenorsaxophonisten Budd Johnson.

## Diskographische Hinweise
- Buddy Johnson & Ella Johnson 1953–1964 (Bear Family Records)